# كوماتسو
كوماتسو لاف: 軽装甲機動車; (kei-sōkō-kidōsha) هي مركبة عسكرية يابانية أنتجت لأول مرة في عام 2002 من شركة كوماتسو المحدودة. تستخدم حاليا بشكل حصري من قبل قوة الدفاع الذاتي اليابانية (JSDF)، وقد أستخدمت في حرب العراق.  بنيت من قبل كوماتسو المحدودة. قسم أنظمة الدفاع في كوماتسو ، إيشيكاوا، اليابان.  دفع السيارة رباعي بواسطة محرك ديزل، ذو قدرة 160 حصان. يمكن ان تنقل بواسطة بعض المروحيات العسكرية.